# Cecilia Benjaminson
Ann Cecilia Chayenne Benjaminson, född Söderström 6 oktober 1975 i Gävle och numera bosatt i Eskilstuna, är en svensk TV-profil. Hon har även arbetat som personlig tränare, behandlingsassistent och nagelskulptör och 2006 vann hon VM-silver i body fitness. Idag är hon hunduppfödare med kennelprefix Kennel Zicans. Hon föder upp juniorvärldsvinnare, världsvinnare och europavinnare av rasen American Stafforshire Terrier. 
Benjaminson är mest känd för sin medverkan i TV-programmet Gladiatorerna på TV4 där hon spelar gladiatorn Amazon. Totalt har hon medverkat i sju säsonger av TV-programmet. 
Benjaminson var 2005-2014 gift med Roddy Benjaminson, även känd som gladiatorn Hero, i Gladiatorerna.